# Максвел (Њу Мексико)
Максвел (енгл. Maxwell) град је у америчкој савезној држави Њу Мексико.

## Демографија
По попису из 2010. године број становника је 254, што је 20 (-7,3%) становника мање него 2000. године.
| Група             | 2000.       | 2010.       |
| Белци             | 118 (43,1%) | 129 (50,8%) |
| Афроамериканци    | 0 (0,0%)    | 0 (0,0%)    |
| Азијати           | 0 (0,0%)    | 1 (0,4%)    |
| Хиспаноамериканци | 152 (55,5%) | 110 (43,3%) |
| Укупно            | 274         | 254         |